# 會卡肯野生生物保護區
會卡肯野生生物保護區為一處位於泰国的野生動物保護區，位於達瓦那山脈南部，跨越烏泰他尼府、達府境內，面積2,575平方公里，成立於1974年。
會卡肯野生生物保護區中擁有多樣性的野生生物，包括三百多種的鳥類、爬行動物和兩棲動物。
會卡肯野生生物保護區以及鄰近的童·艾·納雷松野生生物保護區，在1991年泰國將兩個保護區結合，以「童艾-會卡肯野生生物保護區」名稱向联合国教育、科学及文化组织申請世界遗产，獲世界遺產委員會通過，成為泰國第一個自然遗产。